# Quintus Caecilius Metellus
Pour les articles homonymes, voir Caecilii Metelli.
Quintus Caecilius Metellus est un homme politique romain durant la deuxième guerre punique, de la gens patricienne des Caecilii Metelli, grand-père de Quintus Caecilius Metellus Macedonicus.
En 206 av. J.-C., il est consul. En 205 av. J.-C., il est dictateur.